# Artem Petrov
Artem Petrov (ruso: Артём Петров; San Petersburgo, 14 de enero de 2000) es un piloto de automovilismo ruso.

## Carrera
Petrov comenzó su carrera en el automovilismo en el karting en 2013, compitiendo en carreras por toda Europa. En 2015, su último año en karts, se convirtió en campeón de la clase KFJ del Vega International Winter Trophy.
En 2016, Petrov cambió a las carreras de fórmula, haciendo su debut en la Fórmula 4 en el SMP Fórmula 4. A pesar de haberse perdido los dos últimos fines de semana de carrera, anotó 14 puntos, con el séptimo lugar en el Circuito de Zandvoort como el mejor resultado, lo que lo coloca decimoquinto en el campeonato. También compitió en el Campeonato de Italia de Fórmula 4 para el equipo DR Formula y ocupó dos lugares en el podio en el Autodromo Vallelunga y el Autodromo Enzo e Dino Ferrari, pero no fue elegible para sumar puntos de campeonato.
En 2017, Petrov volvió a conducir en la Fórmula 4 Italiana para DR Formula. Subió siete podios antes de ganar dos carreras el último fin de semana en el Autodromo Nazionale di Monza. Con 192 puntos terminó quinto en la puntuación final. También condujo para Lechner Racing, DR Formula y Van Amersfoort Racing en cuatro de los siete fines de semana de carreras de ADAC Fórmula 4. Consiguió su primer podio en Sachsenring antes de ganar la final de temporada en Hockenheimring. Con 56 puntos terminó decimoquinto en la clasificación.
En 2018, Petrov hizo su debut en la Fórmula 3 en el Campeonato Europeo de Fórmula 3 de la FIA, continuando su asociación con Van Amersfoort Racing. En sólo tres de las treinta carreras llegó al top 10, con el octavo puesto en Spa-Francorchamps como mejor resultado. Con 7 puntos terminó en el vigésimo lugar del campeonato.
En 2019 Petrov inició la temporada en la Toyota Racing Series de Nueva Zelanda, en las que jugó para el equipo M2 Competition. Estuvo en el podio tres veces, incluida una victoria en Hampton Downs Motorsport Park. Sin embargo, debido a su elevado número de retiradas, no pasó del noveno puesto en la puntuación final con 181 puntos. Luego pasó al nuevo Campeonato de Fórmula 3 de la FIA para el equipo Jenzer Motorsport.

## Resultados

### Campeonato de Fórmula 3 de la FIA
(Clave) (negrita indica pole position) (cursiva indica vuelta rápida puntuable)

| Año  | Escudería         | 1   | 1   | 2   | 2   | 3   | 3   | 4   | 4   | 5   | 5   | 6   | 6   | 7   | 7   | 8   | 8   | Pos. | Puntos | Ref.  |
| ---- | ----------------- | --- | --- | --- | --- | --- | --- | --- | --- | --- | --- | --- | --- | --- | --- | --- | --- | ---- | ------ | ----- |
| 2019 | Jenzer Motorsport | BAR | BAR | LEC | LEC | SPI | SPI | SIL | SIL | BUD | BUD | SPA | SPA | MNZ | MNZ | SOC | SOC | 31.º | 0      | [ 1 ] |
| 2019 | Jenzer Motorsport | 18  | Ret |     |     |     |     |     |     |     |     |     |     |     |     |     |     | 31.º | 0      | [ 1 ] |